# Trimúrti

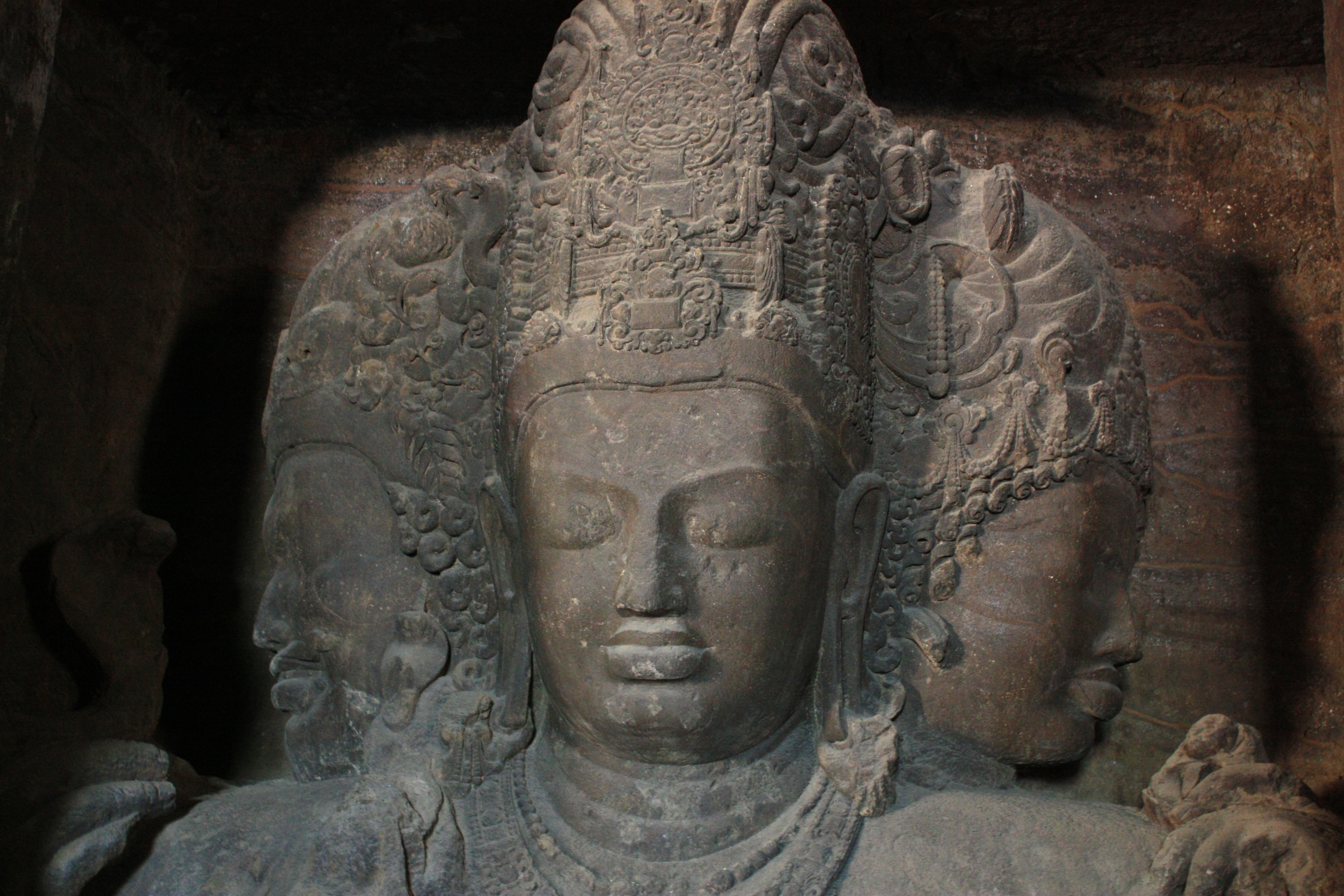
A trimúrti ábrázolása az Elephanta barlangokban

A trimúrti (szó szerint: három forma; szanszkrit nyelven: त्रिमूर्तिः ) a hinduizmusban Ísvara (Isten) megnyilvánulásának hármassága - ahogy az indiai gondolkodás látja :
- Brahma, a teremtés,
- Visnu, a megtartás,
- Siva, a rombolás és megújítás három istenének egysége.

Ábrázolása ritka, ekkor háromfejű alakként ábrázolják, akinek egy nyakon ülő három feje előre és jobbra, balra néz, vagy egy fejen három arc néz a megadott irányokba, jelképezése annak, hogy a cselekvések, a létezés minden típusa egységet alkot benne.
A trimúrti eltér a keresztény szentháromság fogalmától, mivel itt három egyenrangú, egymástól független istenségről van szó, akik az egyetlen Isten (Isvara) megtestesülései. A hindu isteni háromság a teremtés, fenntartás, pusztítás és megújítás hármasságában a cselekvés, a tettek összes lehető változatát jelképezi.
Az egy Isten (Isvara vagy Dattatréja) eredete a Brahmanból - a Legfelsőbb Létezőből - csak annyiban különbözik az ember hasonló származásából (jelenlegi fejlődési szintjét leszámítva), hogy Isvara a négy cselekvéstípust egyszerre, egyöntetű és egyszintű minőségben integrálja, míg az ember csak fejlődésének utolsó szakaszában lesz majd képes erre.
A trimúrti az élet metaforája: születés, élet, halál és újraszületés.
Egyes hinduk szerint Szúrja, a napisten, az égbolton való haladása közben felveszi a trimúrti, a három isten formáját: reggel, amikor felkel, ő Brahma, a teremtő. Ahogy eléri legmagasabb pontját, ő Visnu, a megtartó. Amint lefelé halad és a világot beborítja a sötétség, ő Siva, a pusztító.
Az istenháromság a hinduizmusban egységként, kettősségként vagy négyességként is szerepel. Az első esetben vagy Visnu vagy Siva a legfőbb Isten neve, a két másik az ő kisugárzása. A második esetben  az istenség Visnu-Siva vagy Siva-Visnu, a harmadik esetben pedig az istenháromsághoz felzárkózik még Krisna, Visnu egyik inkarnációja (avatára).